# Damien Baldin
Damien Baldin (né le 1er août 1979 à Nice) est un historien et un dirigeant de l’économie sociale et solidaire. 

## Biographie
Damien Baldin passe son enfance dans le quartier de l’Ariane à Nice. 
Après des classes préparatoires littéraires au lycée Masséna à Nice puis au lycée Fénelon à Paris, il rejoint l’Université Panthéon-Sorbonne et travaille sous la direction d’Alain Corbin. Agrégé d’histoire, il obtient son DEA à l’École des hautes études en sciences sociales en 2005, sous la direction de Stéphane Audoin-Rouzeau.
Parallèlement, en 2004, Damien Baldin co-fonde et codirige Geste, revue pluridisciplinaire d’arts et de sciences humaine avec notamment l’écrivain Sylvain Prudhomme.

## Historien

### Histoire des animaux
Ses premières recherches donnent lieu en 2007 à une exposition à l’Historial de la Grande Guerre à Péronne « La guerre et les animaux, 1914-1918 » dont il est le commissaire. Son ouvrage Histoire des animaux domestiques, XIXe – XXe siècles, paru au Seuil en 2014, reçoit le Prix Jacques-Lacroix de l’Académie française. En France, il est l’un des tout premiers à repenser la place des animaux dans la démarche historique en se positionnant dans une démarche plus anthropologique qu’animaliste. 
« La grande richesse de cet ouvrage capital est de replacer l’histoire animale et les étapes de la domestication au sein des grandes évolutions qui affectent la société. Damien Baldin se place ainsi volontairement en dehors du tournant des animal studies nées en Angleterre et aux États-Unis : à leur instar, il considère les animaux comme des objets culturels à part entière mais sans chercher à se placer de leur point de vue, dans une démarche qui ne serait plus anthropocentrée. Il s’agit pour l’auteur de conserver le point de vue imposé par les sources, et d’insister sur ce que la proximité des hommes et des animaux a apporté au vécu des uns et des autres . »
Il est depuis régulièrement invité dans les médias à discuter et débattre autour de la question animale,.

### Histoire de la Première Guerre mondiale
Parallèlement à son travail sur l’histoire des animaux, Damien Baldin a continué ses recherches sur l’histoire de la Première Guerre mondiale. Il a co-animé, notamment avec Stéphane Audoin-Rouzeau, un séminaire consacré à ce sujet à l’EHESS.
En 2012, il publie une histoire de la bataille de Charleroi, Charleroi. Août 1914, avec Emmanuel Saint-Fuscien. Les deux auteurs remettent en lumière la première grande bataille de la Première Guerre mondiale sur le front Ouest et son rôle dans l’histoire des violences de guerre et les relations d’autorité dans l’armée française.

### Politique mémorielle
La même année, Damien Baldin devient conseiller à l’action territoriale à la Mission du centenaire de la Première Guerre mondiale. Responsable, de 2012 à 2015, de l’animation et de la coordination des comités départementaux du Centenaire, il joue un rôle important dans la déconcentration et la décentralisation du programme commémoratif de la Première guerre mondiale.
De 2015 à 2017, il est le conseiller politique mémorielle du secrétaire d’État aux anciens combattants et à la mémoire, Jean-Marc Todeschini qui joue un rôle très actif pour apporter le soutien de l’État à de nombreux projets et institutions mémorielles : Mémorial de Verdun, Mémorial de la Shoah, Programme 13 novembre.

## Engagement

### Innovation sociale et économie sociale et solidaire
Depuis 2020, Damien Baldin est directeur général de la fondation La France s’engage, fondation reconnue d’utilité publique qui accélère les projets innovants à fort impact social. Il est également administrateur du Centre Français des Fonds et Fondations. 

### Éducation et égalité des chances
Après avoir enseigné de 2005 à 2012, en collège et lycée dans le Val-d'Oise et les Hauts-de-Seine, notamment à Sarcelles, Issy-les-Moulineaux et Nanterre, Damien Baldin retrouve l’éducation en rejoignant, en 2017, l’association Le Choix de l'école comme directeur du programme avant d’en devenir le co-directeur en 2018. Il entend ainsi agir contre les inégalités scolaires et rendre le métier d’enseignant en éducation prioritaire plus attractif. 
"Le système scolaire français contribue à accroître les inégalités sociales. On constate une inégalité de traitement entre les territoires : les élèves les moins favorisés bénéficient de moins d’heures d'enseignement, d'un climat scolaire moins bon, et de moins d’accompagnement dans leur orientation…".
À ce titre et au sein du collectif d’associations L'Ascenseur, il s’engage dans la lutte contre les inégalités sociales et milite pour une politique publique d’égalité des chances plus ambitieuse.
En 2019, il est invité comme speaker au sommet des Napoléons à Arles, aux côtés entre autres de Leïla Slimani, Christiane Taubira, Delphine Horvilleur et Audrey Pulvar. 
La même année son association Le Choix de l'école devient lauréate de la fondation La France s'engage et fait partie du plan gouvernemental pour la Seine-Saint-Denis annoncé par le Premier ministre Édouard Philippe, le 31 octobre 2019. 

### Engagement politique local
Il mène une liste issue de la société civile aux élections municipales de 2020 à Issy-les-Moulineaux. La liste qu'il conduit arrive en troisième position avec 12,9% des voix. Il siège au Conseil municipal. 

## Publications

### Ouvrages
- Damien Baldin et Emmanuel Saint-Fuscien, Charleroi. Août 1914, Paris, Tallandier, coll. « L’Histoire en batailles », 2012, 221 p.
- Damien Baldin, Histoire des animaux domestiques, xixe – xxe siècles, Paris, éditions du Seuil, 2014, 377 p.. - Prix Jacques-Lacroix 2015 de l’Académie française.

### Direction
- Damien Baldin (dir.), La guerre des animaux 1914-1918, Paris/Péronne, Artlys/Historial de la Grande Guerre, 2007, 78 p.

### En collaboration
- Damien Baldin, Stéphane Audoin-Rouzeau, Nicolas Beaupré, Jean-Jacques Becker et Manon Pignot, État de guerre. L’année 1914 à travers les publications officielles, Paris, La Documentation Française, 2013, 164 p.

### Contributions et articles
- Damien Baldin, « De l’horreur du sang à l’insoutenable souffrance animale : élaboration sociale des régimes de sensibilité à la mise à mort des animaux (19e-20e siècles) », Vingtième Siècle – Revue d’histoire, no 123,‎ 2014, p. 52-68.
- Damien Baldin et Emmanuel Saint Fuscien, « Face à la violence inédite des armes industrielles », Le Monde,‎ 14 avril 2014 (lire en ligne).
- Damien Baldin, « Les animaux domestiques : contrôle politique et révolution des sensibilités », dans Pierre Singaravélou et Sylvain Venayre, Histoire du monde au xixe siècle, Paris, Fayard, 2018.